# Athamé
L'athamé est une dague, un poignard ou un bâton consacré, utilisé lors de cérémonies et rites magiques, par exemple ceux de la Wicca. 

## Présentation
Utilisé dans les rituels et les cérémonies magiques, il servirait à repousser les mauvais esprits, les démons et les fantômes.
L'athamé représenterait certains éléments.
Préférablement, la lame devrait être pointue et à double tranchant et le manche, de bois, de corne ou d'os devrait être noir. Le fil de la lame n'est pas nécessairement coupant car l'utilisation de l'athamé reste principalement symbolique. Ces caractéristiques physiques sont conseillées mais ne sont néanmoins pas obligatoires, le choix d'un athamé est laissé aux goûts ou aux possibilités financières de chaque pratiquant.

## Utilisation
Selon la tradition ésotérique[réf. nécessaire], l'athamé doit être "consacré" avant usage. Les rituels de consécration sont variables d'une "école" à l'autre. Il sert également dans les religions neo-paganistes et dans tous les domaines qui ont un quelconque rapport avec les rites occultes, et on l'utilise pour tracer les cercles, les pentacles, les pentagrammes, se défendre contre des entités, etc. Un athamé n'est censé être utilisé que dans le monde immatériel.
L'athamé a de nombreuses utilisations rituelles. Il sert notamment à délimiter le cercle magique, à tracer divers symboles ou signes sur divers supports ou dans l'air (par exemple les pentagrammes), à canaliser les énergies magiques (à l'instar de la fameuse "baguette magique"), ou à repousser les "démons", "fantômes" ou autres "mauvais esprits" importuns lors des diverses cérémonies et pratiques Wicca.
En cela, l'utilisation de l'athamé peut être comparée à celle du phurba népalais. D'ailleurs nombreux sont les wiccans qui, par goût esthétique et pour ses fonctions traditionnelles, choisissent un phurba en guise d'athamé.

## Valeurs symboliques
L'athamé représente le principe masculin du Dieu cornu. Il représente également les éléments Feu (ou Air selon les écoles et croyances de chacun) et est associé au point cardinal est lors de la délimitation du cercle magique.